# Ганімед

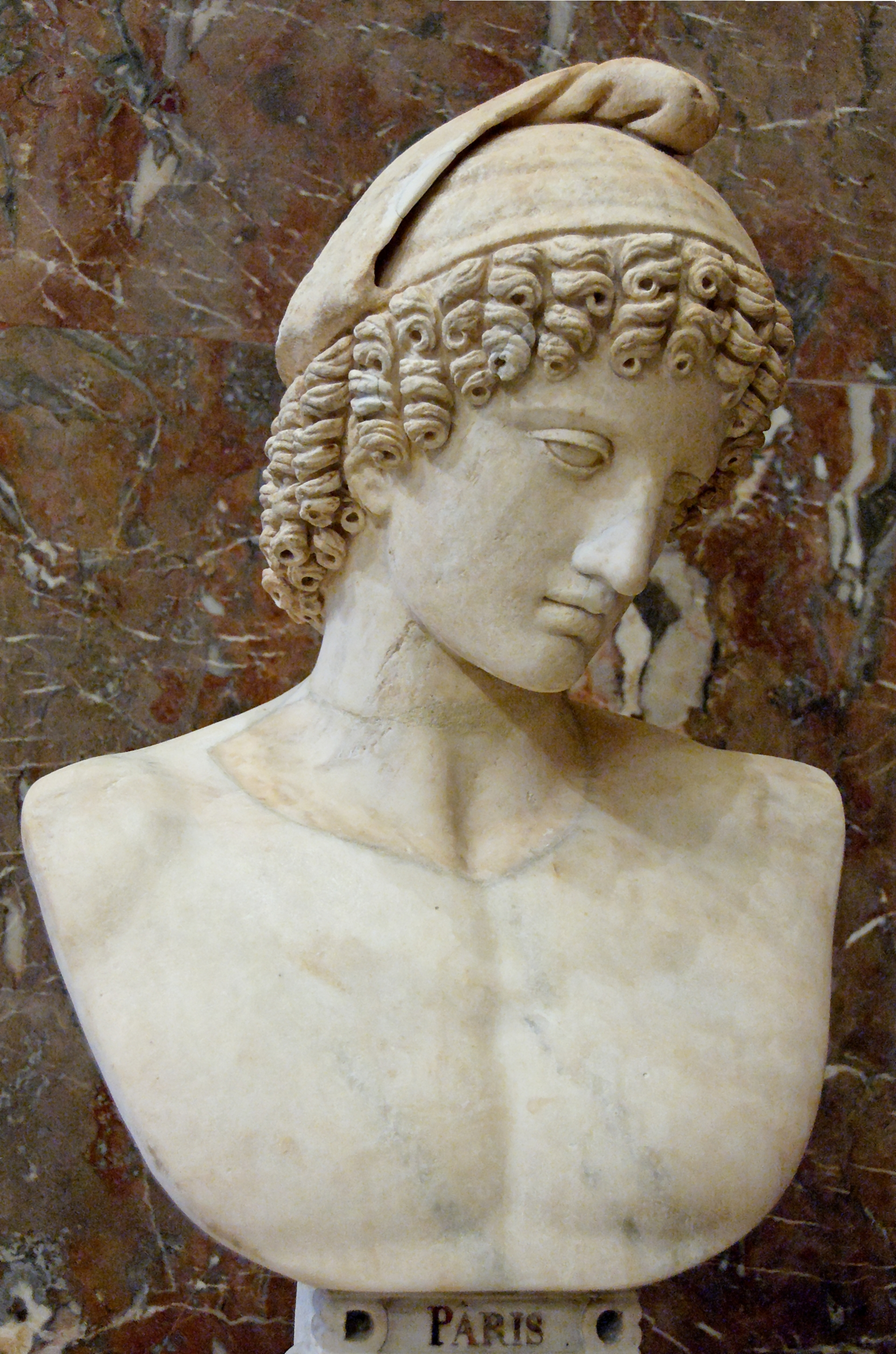
Ганімед

Ганіме́д (грец. Γανυμήδης — веселого духа, той, хто радує душу, насолоджуватися розумом/думкою; лат. Ganymedes, Catamitus) — у давньогрецьких міфах — син троянського володаря Троя і німфи Каллірої, брат Іла й Ассарака; виділявся надзвичайною красою. Через його красу був викрадений Зевсом в образі орла. Той заніс Ганімеда на Олімп і зробив його поряд із Гебою виночерпцем та коханцем Зевса. Йому були даровані безсмертя та вічна молодість. Батькові хлопця для розради Зевс подарував колісницю з парою безсмертних коней. Ганімеда зображували вродливим юнаком, часто з келихом вина.
Міф про Зевса та Ганімеда, поширений у Греції та в Римі, виправдовував любов дорослого чоловіка до хлопця. Гомосексуальність толерувалася винятково як крайня форма культу богині Кібели. Чоловіки, шанувальники Кібели, шукали екстатичної єдності з богинею шляхом кастрації та переодягання в жіноче вбрання. Гомосексуальне жрецтво було визнаною інституцією у святинях Великої Богині в Тірі, Іоппі, Ієраполісі та Єрусалимі, що засвідчує перемогу патріархату над матріархатом. Платон виправдовував міфом про Ганімеда почуття, які плекав до своїх учнів. В іншому місці він засудив протиприродний міф про гомосексуальні пригоди Зевса, вважаючи, що це «безсоромна критська вигадка». З поширенням платонівської філософії всюди, де верховними богами вважались Зевс і Аполлон, грецька жінка, яка раніше посідала панівне інтелектуальне становище, була понижена до ролі безплатної робітниці й виховательки дітей.
Сюжет про викрадення Ганімеда нерідко зустрічається в мистецтві. Копія скульптури Леохара «Викрадення Ганімеда» зберігається у Ватиканському музеї. Відомі картини та скульптури Мікеланджело, Тіціана, Корреджо, Рембрандта, Торвальдсена й ін.
Міф про Зевса й Ганімеда став одним із найпопулярніших сюжетів у мистецтві давньої Греції та Риму. Його символічний зміст мав декілька складових: перетворення Зевса (на орла), одностатеві стосунки й метаморфоза самого Ганімеда (перетворення людини в безсмертну). У Середньовіччя Ганімед вважався уособленням пороку. В епоху Відродження грецький міф знову набуває популярності. Художники Ренесансу створили численні твори, що зображали викрадення Ганімеда. При цьому гуманісти Відродження переробили міф у християнську та неоплатонічну алегорію прагнення людської душі до Бога й абсолюту. Однак Ганімеда продовжували сприймати як символ одностатевого кохання. Пізніше образ юнака використовували у своїх творах художники бароко й класицизму, а також наступних напрямів у мистецтві.

## У міфології

### Походження
Згідно з грецькою міфологією, Ганімед народився від шлюбу троянського володаря Троя та німфи Каллірої, доньки бога Скамандра. У нього було два старших брати: Іл і Ассарак. Згідно з деякими варіантами міфу, у Ганімеда також були дві сестри — Клеопатра й Клеоместра. З різних тлумачень династія володарів Троади мала грецьке чи азійське (фригійське) походження.
За іншими, більш невідомими версіями міфу, Ганімед вважався сином інших представників тієї ж династії: Дардана, або Еріхтонія, або Ассарака, або Іла, або Лаомедонта, або Троїла. Згідно з «Іліадою», він жив до Пелопа, але за «Малою Іліадою» Лесхея — після нього, що рівноймовірно, оскільки це приблизно один часовий період.

### Міф
Міф про Зевса й Ганімеда є найдавнішою пам'яткою грецької культури. За припущеннями істориків, він зародився в античні темні століття на території Малої Азії або Крита. Безліч переказів міфу значно відрізняються у своїй деталізації.
Згідно з міфом, Ганімед відрізнявся незвичайною красою — він був «найпрекраснішим зі смертних». Саме це привернуло увагу верховного бога Зевса, який закохався в юнака. Коли Ганімед пас батьківське стадо (або займався полюванням) на схилі гори Іди, він був викрадений орлом. За різноманітними версіями, птах або був посланий Зевсом, або сам бог перетворився на нього. Віднесений орлом на Олімп Ганімед став виночерпцем, прислужуючи богові й розливаючи на бенкетах нектар. Він замінив на цій посаді богиню Гебу (або розділив обов'язки з нею). Ганімед був перетворений на бога, йому дарували безсмертя та вічну молодість. Батько Ганімеда, Трой, сильно сумував за сином. На втіху Зевс подарував йому золоту виноградну лозу, яку зробив Гефест (або пару божественних коней), і завірив його в тому, що син отримав безсмертя. 
Початково юнака зображали лише як слугу-виночерпця Зевса, однак, починаючи з V століття до н.е. їхні стосунки почали вважатися любовними.
Згідно з «Іліадою» Гомера, юнака викрали боги, за іншими переказами це зробив Зевс у людському образі або Гермес за дорученням Зевса. Деякі пізні античні автори стверджували, що Ганімеда викрали цар Тантал або критський цар Мінос, і що юнака вбили під час погоні та похоронили на Малому Олімпі. Версію щодо викрадення Ганімеда критським царем деякі дослідники трактують як політичну традицію брати в заручники дітей володарів сусідніх земель, або як відображення місцевого звичаю викрадення коханців. За іншими версіями, юнака викрала крилата богиня Еос. Викрадення Ганімеда в Гомера було описано тими ж словами, що й викрадення Еос Кліта. 
Різняться також і дані щодо місця викрадення Ганімеда. Наприклад, згідно з Страбоном, це відбулося або біля мису Дарданія (поблизу Дардана), або в місцевості Гарпагія на кордоні Кизика й Пріапа.
Арістотель стверджував, що Ганімед не був виночерпцем. Скоріше за все, це значення використовувалося переносно, оскільки боги не вживають вино. За Цицероном, юнак подає богам нектар і амброзію. 
Згідно з деякими античними авторами, Ганімед був поміщений Зевсом на небо у вигляді сузір'я Водолію, яке з того часу асоціюється з ним.
За Квінтом Смірнським, під час Троянської війни на прохання Ганімеда Зевс тимчасово завадив ахейцям захопити Трою.
Оскільки Ганімед як виночерпець мав глечик як свій атрибут, то згодом у Єгипті його стали ототожнювати з божеством джерел річки Ніл. Вперше це було зафіксовано в V столітті до н.е..

## У мистецтві й культурі

### У Стародавній Греції
Міф про Зевса й Ганімеда є одним із найпопулярніших сюжетів в античному мистецтві. У ньому зійшлися три мотиви: перетворення Зевса (на орла), одностатеві стосунки та метаморфоза самого Ганімеда (перетворення людини на безсмертного). До того ж перший з'явився після IV століття до н.е., а другий — не раніше VI століття до н.е.. Деякі дослідники вважають образ юнака в ролі прислужника та коханця символом патріархату. Починаючи з V століття до н.е. цей міф знайшов широке відображення як у давньогрецькому вазописі, так і в пластиці: скульптурі, теракотових статуетках і т.д. зазвичай Ганімед зображався у вигляді молодого юнака, але ніколи не хлопчика, оскільки одностатеві стосунки в Стародавній Греції були дозволені лише між статевозрілими людьми. Найчастіші мотиви творів: прислужування на бенкетах богів, годування орла з чаші, викрадення. Часто Ганімед зображався з фригійським ковпаком на голові, плащем-хламидою на плечах, а також з атрибутами пастуха — палицею та собакою. Як виночерпця його малювали з глечиком або чашею в руках. Також Ганімеда часто зображали з півнем, якого він тримав у руках. Півень вважався символічним подарунком від чоловіка-коханця. Нерідко юнака малювали з обручем, із яким він грався. Півень вважався алегорією молодості. У сюжеті з викраденням, яка була особливо популярною в художників, зображався сам Зевс, а пізніше — орел. У зв'язку з тим, що чуттєвий зміст твору втілювався античними майстрами через фізичний акт, велике розповсюдження отримав мотив переслідування, який служив алегорією пристрасті.
Одна з найвідоміших давньогрецьких статуй Ганімеда — статуя «Ганімед і орел» скульптора Леохара, мармурова римська копія якої зберігається в Апостольському палаці у Ватикані. В оригіналі стовбур дерева, найімовірніше, був відсутнім, а його наявність у композиції дубліката, ймовірно, зумовлена різницею в матеріалі (мармур замість бронзи). На думку історика Бориса Віппера, статуя Леохара є «блискучим» прикладом відображення пластики польоту вгору. Інші критика вважають пластику скульптури «незадовільною», хоча відзначають визначну красу фігури її героя. До найзначніших зображень міфу також відносять теракотову скульптуру «Зевс і Ганімед». Серед художників із розпису можна виділити роботи «Берлінського вазописця», Ольтоса, вазописців Евхаріда, Пенфесілея і Ахілла.
У місті Фліунт був храм Ганімеда, який мав священну недоторканість. 
Міф про Зевса й Ганімеда знайшов широке відображення в давньогрецькій літературі. Він був переказаний Гомером в «Іліаді», що сприяло його популяризації. Грецький юнак згадувався в трагедіях Софокла («Евріпіл»), Евріпіда («Троянки», «Іфігенія в Авліді», «Циклоп»). Існувала низка комедій про Ганімеда: в Евбула, Алкея, Лукіана («Розмови богів»). Аристофан у своїй п'єсі «Мир» висміює міф: його герой злітає в небо на спині великого гнойового жука.  Платон у «Федрі» посилається на Ганімеда, коли описує стосунки Сократа з учнями.